# Pilottown

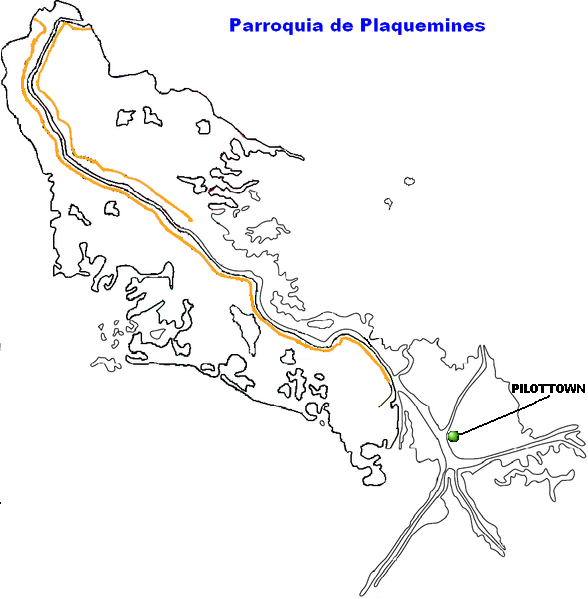
Localización de Pilottown en el mapa de la Parroquia de Plaquemines.

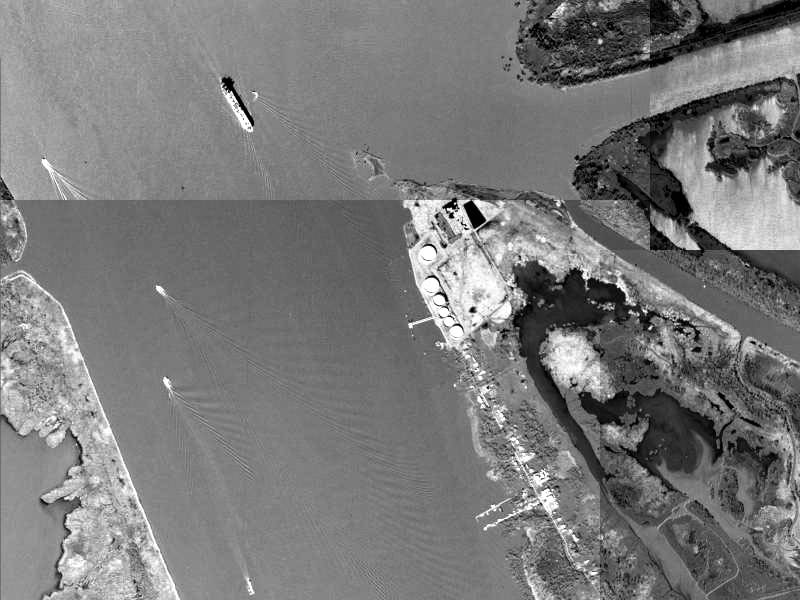
Vista satelital de Pilottown.

Pilottown (o Pilot Town), traducido del inglés "Pueblo del Piloto", es una pequeña comunidad en la parroquia de Plaquemines, Luisiana, Estados Unidos. Sirve como base para los pilotos del río para guiar A los buques a través del delta del Misisipi.

Durante los siglos 18 y 19, había un asentamiento francés y un fuerte que precedió a Pilottown cerca de la desembocadura del Misisipi, conocido como La Balize, un nombre que significa "Marca Marina" en francés. La Balize se encuentra a unas diez millas río abajo de Pilottown. Se localiza en: 29°10′53″N 89°15′27″O / 29.18139, -89.25750.

## Historia
Pilottown se construyó y se estableció después de septiembre de 1860 en su ubicación actual. Que sustituyó a la anterior aldea de La Balize, que se había fundado hacía más de 160 años atrás, después de que el huracán del 14 y 15 de septiembre de 1860 destruyera los edificios, La Balize fue finalmente abandonado. El principal pasaje del río se trasladó al Paso del Noroeste (Northwest Pass), por lo que el tráfico de buques tuvo que cambiar su curso. Los pilotos del Misisipi construyeron su nuevo asentamiento río arriba por encima de la Jefatura de pases. Lo llamaron Pilottown.
Los primeros colonos franceses habían construido una fortaleza y algunas viviendas en La Balize cerca de la desembocadura del Misisipi en 1699.

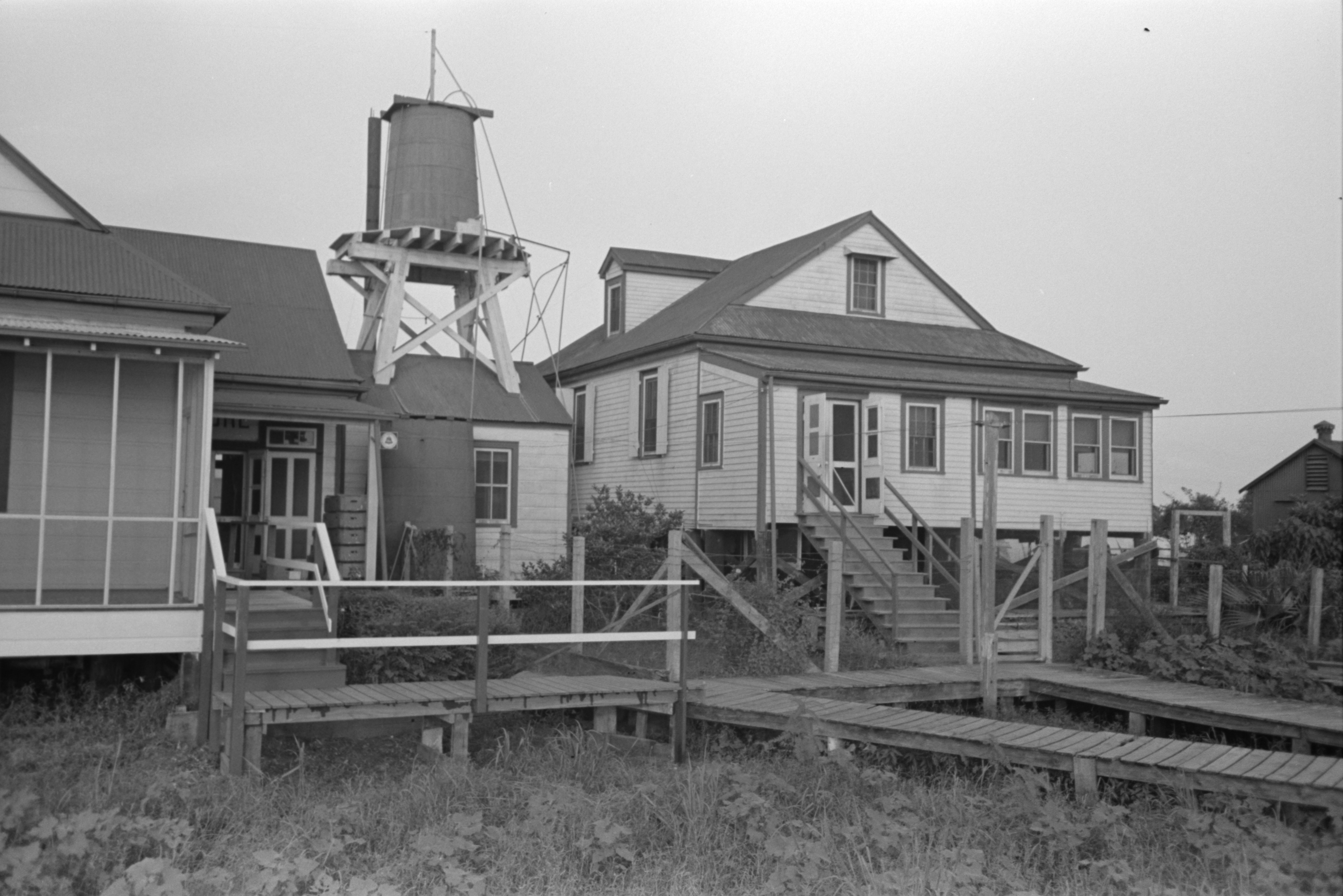
Casas y caminos de madera en Pilottown, 1938.

Pilottown está construido sobre pilares en el terreno pantanoso sobre la Ribera Oriental de la parte baja del río Misisipi, cerca de 85 millas (137 km) río abajo de Nueva Orleans (65 millas o 105 km en el aire) y alrededor de 10 millas (16 km) al sur de Venecia, Luisiana. Pilottown se encuentra a pocos kilómetros por encima de la Jefatura de Pases, el punto considerado como la desembocadura del río Misisipi. A continuación el río se divide en múltiples ramas.
Pilottown sirve como un hogar temporal para los miembros de Crescent River Port Pilots' Association y como base para la exploración de petróleo. Aunque el capitán es siempre responsable de su buque,  todos los buques que se dirigen al océano deberán tener a bordo un piloto al entrar en el sistema del río Misisipi. Los cursos y bancos de arena del río hacen difícil el viaje, sobre todo teniendo en cuenta las mareas y la poderosa corriente hacia río abajo. La Associated Branch Pilots suministra pilotos de río para los buques que viajan entre el golfo de México y Pilottown. 

Pilottown consta de un conjunto de edificios, incluidas las viviendas temporales para los pilotos del río y una estación meteorológica, y algunos grandes tanques de aceite. Pilottown, al estar a pocos metros sobre el nivel del río, tiene una pasarela que conecta a estos edificios que corre a lo largo de la isla, para ofrecer algunas bases en caso de inundaciones. 
Pilottown sólo es accesible por agua o por helicóptero. En el siglo XIX y principios de siglo XX muchos pescadores, pilotos y sus familias vivían aquí, pero ahora la mayoría viven en grandes comunidades río arriba. Los pilotos viven durante un pequeño lapso de tiempo aquí, que es cuando trabajan. El pico de población tuvo lugar, probablemente, en la década de 1860, cuando La Balize tenía una población de cerca de 800 personas.
Hoy en día, la población permanente de Pilottown es pequeña, 19 personas según las cifras de un censo particular llevado a cabo en el año 2006. Pilottown no está en la lista en los Estados Unidos las cifras del censo. La escuela fue cerrada en la década de 1970. Aunque todavía Pilottown tiene su propio código postal de 70081, la Oficina de Correos Pilottown se cerró cuando el Servicio Postal de los EE. UU. no ha podido encontrar un postmaster dispuesto a vivir en el pueblo.

### Huracán Katrina
El huracán Katrina azotó el sur de Luisiana, cerca de Pilottown, causando graves daños en casi todas las estructuras. El cuartel general de la Subdivisión de la Asociación de Pilotos, que se encuentra en Pilottown desde hace más de 100 años, fue empujado hacia atrás fuera de su fundación, llevando a los pilotos a decidir en contra de la reconstrucción en Pilottown. Desde entonces, se han trasladado 10 millas río arriba a Venecia. La Crescent River Port Pilots decidió permanecer en Pilottown para proporcionar practicaje en su ruta que comienza en Pilottown.